# Bydalen, Sundsvall
För andra betydelser, se Bydalen.

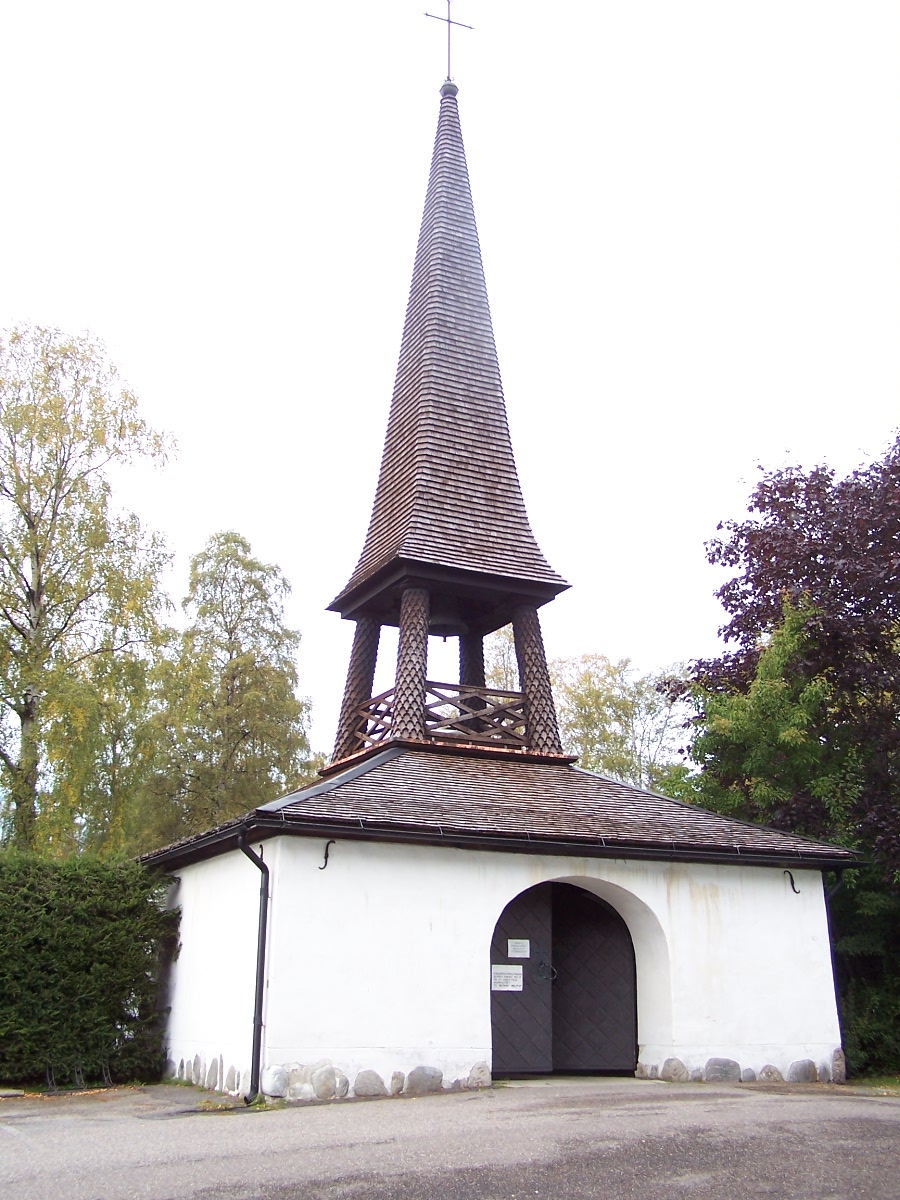
Port till Byns gravkapell. Foto: Henrik Sendelbach

Bydalen är ett bostads- och affärsområde i södra delen av stadsdelsområdet Bosvedjan, cirka 3 kilometer norr om Sundsvalls centrum.

## Historia
Småhusområdet tillkom på 1960-talet. Tidigare var byarna Högom och Byn i Sköns socken belägna ungefär här, där bland annat Byns skola låg. Byn var 1883 en "ansenlig by i Sköns socken på norra sidan af Sundsvallsfjärden. 2 ångsågar taxeringsvärde 110,000 kr., lastningsplats 60,000 kr."  Skogarna där bostadsområdet Haga idag ligger tillhörde Byn vid början av 1900-talet. Vid Bydalsbäcken ligger en kyrkogård som anlades 1922, samt Byns gravkapell, också benämnd Bydalens gravkapell, som invigdes 1929.

## Bostäder
Bebyggelsen består idag av villor och radhus med äganderätt, och ligger på promenadavstånd från Sundsvalls sjukhus. Stadsdelen har därför naturligt fått en tämligen hög status tillsammans med bland annat grannområdet Haga. Gatunamn och tomtbeteckningar i Bydalen är relaterade till bland annat sjöfart, skomakeri och fågelnamn. Tio nya småhus byggdes 2009-2011 på Ringduvevägen, ovanför Bydalens vattentorn. 

## Affärsområde
Mellan E4 och Norra vägen finns en större affärsfastighet i två plan, Bydalens köpcentrum, tidigare benämnd Obs!-huset, som öppnade 1970. Obs! Stormarknad bytte år 2002 namn till Coop Forum och delar av huset delades upp mellan större och mindre affärer. 2007 flyttade Systembolaget, Coop Forum och Ica Maxi  till nya större lokaler i Birsta. Året därpå, 2008 flyttade även Expert till Birsta. Coop Bygg stängde, liksom konditoriet år 2009. År 2010 i samband med ombyggnationen stängde även låssmeden och skomakeriet som var inrymt på det nedre planet. Numera finns här bland annat City Gross stormarknad, gym, Colorama färghandel, apotek, pizzeria och frisersalong. 
På samma tomt är en McDonald's-restaurang belägen. I området finns även bensinmack och Lidl. 

## Kommunal service
Bydalen ingår i upptagningsområdet för Bosvedjeskolan (årskurs 1-6) och Hagaskolan (årskurs 7-9), och ligger i närheten av ett flertal friskolor. Inom området finns Fäbodgränds förskola. Området tillhör Gillebergets vårdcentral i Skönsberg, och Folktandvården Centrum på Norrmalm i Sundsvall.
Motionsanläggningar som finns i anslutning till området innefattar fotbolls- och friidrottsarenan Baldershovs IP, tennishallen Baldershallen och idrottshallen Gärdehov. Intill området ligger Bosvedjespåret, som är ett 2,0 km långt elljusspår och ingår i det sammanhängande system av 30 mil skidspår som finns runt Sundsvall.  